# The Prisoner of Zenda (pel·lícula de 1922)
The Prisoner of Zenda és una pel·lícula muda de la Metro dirigida per Rex Ingram i protagonitzada per Lewis Stone i Alice Terry. Basada en la novel·la homònima d’Anthony Hope, es va estrenar el 31 de juliol de 1922.

## Argument
L'anglès Rudolf Rassendyll decideix visitar el seu parent llunyà, el rei Rudolf V de Ruritania per assistir a la seva coronació. En el tren coneix Antoinette, l’amant del germà del rei, el Gran Duc "Black" Michael. Arribat a Ruritania es creua amb el capità Fritz von Tarlenheim que descobreix que ell i el rei són idèntics. En comentar-ho al rei és convidat a sopar amb ell el dia abans de la coronació. Durant el sopar, el rei és drogat per un còmplice del seu germà que està preparant un cop d'estat i vol aconseguir que s’aplaci la coronació. Els plans de Michael però es veuen frustrats quan Rudolph de Rassendyll accepta suplantar al rei durant la coronació.
Michael, descobrint l'engany, segresta el veritable rei i el manté captiu al castell de Zenda. Rassendyll es veu obligat a continuar amb la suplantació. En els dies següents, Rasssendyll coneix la princesa Flavia, la teòrica promesa del rei, i els dos s'enamoren. Mentrestant, Rupert de Hentzau, el sequaç del gran duc que va drogar el rei, intenta apartar Antoinette del seu senyor dient-li que Michael es casarà amb Flavia un cop aconsegueixin alliberar-se de Rudolf. Tanmateix, això té un efecte no desitjat: Antionette revela al capità Fritz von Tarlenheim els plans de Michael i on tenen amagat al rei. Rassendyll ajuda a rescatar el rei i renuncia a l'amor de la princesa Flavia, per tornar a Anglaterra..

## Repartiment
- Lewis Stone (Rudolf Rassendyll/Rei Rudolf V)
- Alice Terry (princesa Flavia)
- Stuart Holmes (Gran Duc Michael)
- Ramon Novarro (Rupert de Hentzau)
- Barbara La Marr (Antoinette de Mauban)
- Malcolm McGregor (capità Fritz von Tarlenheim)
- Snitz Edwards (Josef)
- Edward Connelly (mariscal von Strakencz)
- Robert Edeson (coronel Sapt)
- Lois Lee (comtessa Helga, dama de companyia de Flavia)
- John George (nan assassí)
- Fairfax Burger (Bersonin)
- S.E. Jennings (De Gautet)
- Ted Billings (passatger del tren)
- Lon Poff (arquebisbe)